# 安多尼·奧盧布恩米·奧克傑
安多尼·奧盧布恩米·奧克傑（英語：Anthony Olubunmi Okogie；1930年10月15日—）是尼日利亞籍天主教司鐸級樞機及拉各斯總教區榮休總主教。

## 生平
奧克傑於1930年10月15日在尼日利亞港及最大城市拉各斯出生。他於1966年12月11日在拉各斯總教區晉鐸。他擁有神學學位並計劃在羅馬學習，但被調往聖十字主教座堂出任助理主任司鐸。他被編入尼日利亞軍隊，並在那裡擔任一個神父。
他於1971年8月29日晉牧，並獲教宗保祿六世任命為奧約教區輔理主教，領瑪斯庫拉領銜教區主教銜。他於1972年改任拉各斯總教區輔理主教，1973年4月13日升任為拉各斯總教區總主教。
教宗若望·保祿二世於2003年10月21日將他擢升為司鐸級樞機。他於2012年5月25日榮休，歐爾發·阿德瓦萊·馬爾丁斯接任拉各斯總教區正權總主教。他曾參與2005年和2013年教宗選舉秘密會議。